# Sacristía de los Cálices (Catedral de Sevilla)

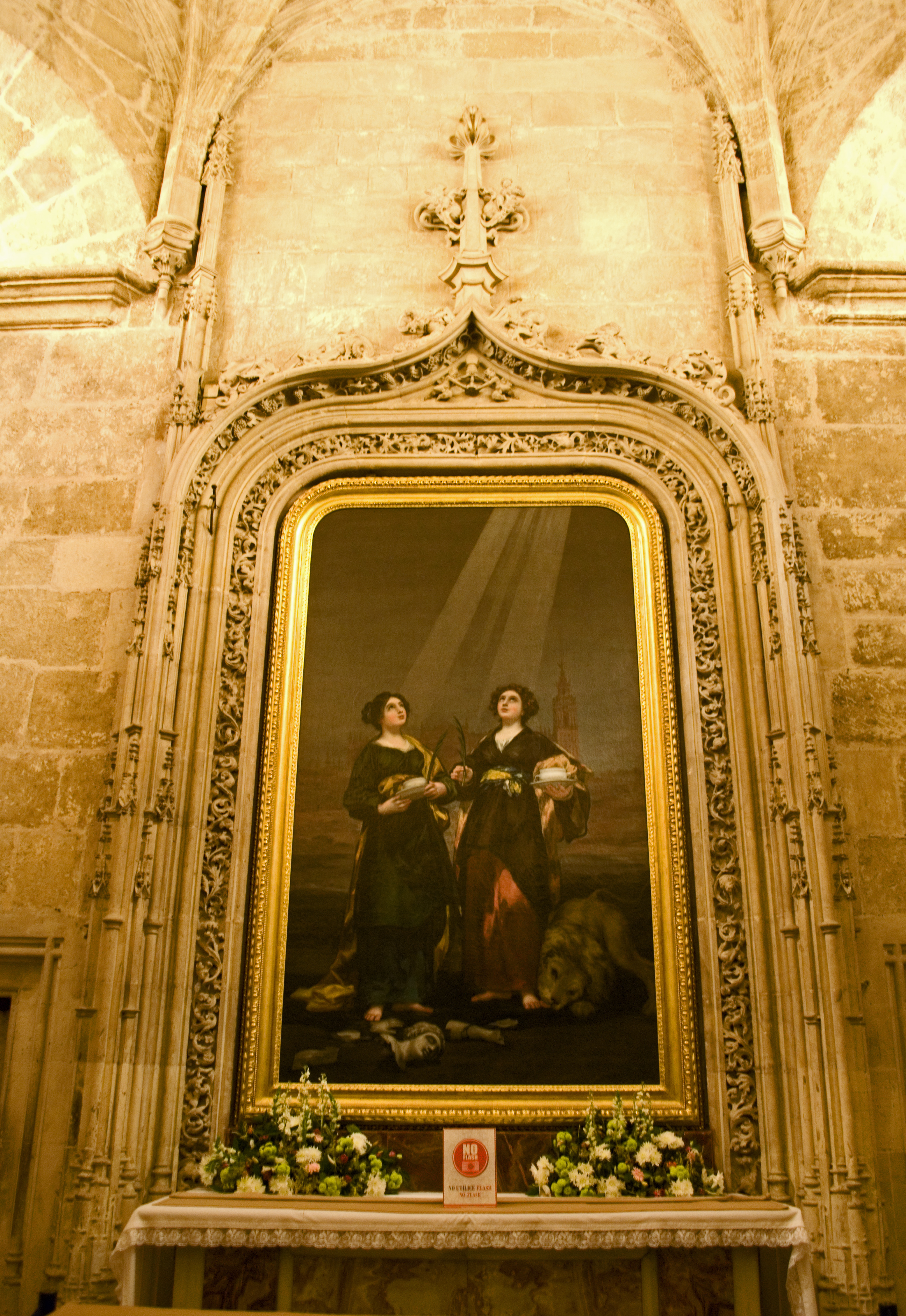
Las santas Justa y Rufina de Francisco de Goya (1817).

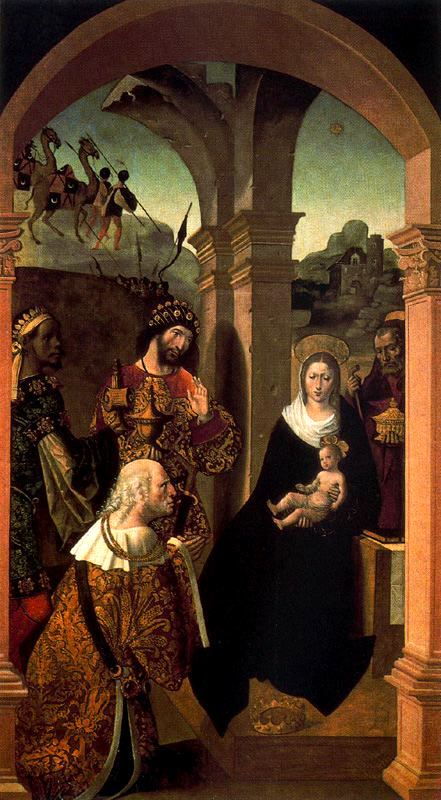
La Adoración de los Reyes por Alejo Fernández.

La sacristía de los Cálices es una construcción de planta rectangular integrada en la Catedral de Sevilla que fue realizada entre 1509 y 1537 y alberga una espléndida colección de pintura religiosa.

## Historia y arquitectura
Ya en 1509 se tiene noticias del inicio de las obras por el Maestro Mayor de la catedral Alonso Rodríguez. A partir de 1512, tomó el relevo el prestigioso arquitecto Juan Gil de Hontañón. 
Tras un periodo de paralización de los trabajos, en 1530 Diego de Riaño presentó un proyecto que fue aprobado por el Cabildo, el cual incluía también la Sacristía Mayor, la Sala Capitular y varios patios intermedios, el Patio de los Oleos y el Patio del Mariscal.
Diego de Riaño, asumió lo ya construido en estilo gótico, pero le añadió elementos renacentistas, como la bóveda central sobre arcos de medio punto, con bellas nervaduras que son solamente ornamentales. A su muerte, tomó el relevo Martín de Gainza que culminó el cierre de la bóveda en 1537.

## Contenido artístico
Magnífica pinacoteca de temática religiosa. Abarca desde el siglo XV al XIX.
- Juan Sánchez de Castro. La Virgen con San Pedro y San Pablo (finales del siglo XV).
- Alejo Fernández. El abrazo de San Joaquín y Santa Ana (entre 1508 y 1512)
- Alejo Fernández. El Nacimiento de la Virgen (entre 1508 y 1512)
- Alejo Fernández. La Adoración de los Reyes (entre 1508 y 1512)
- Alejo Fernández. La Presentación de Jesús en el Templo (entre 1508 y 1512)
- Pedro Fernández de Guadalupe (atribución). San Pedro (1528).
- Juan Sánchez de San Román. El Calvario (finales del siglo XV)
- Juan Núñez. La Piedad con San Vicente y San Miguel (finales del siglo XV)
- Francisco de Zurbarán. La Virgen con el Niño
- Luis Tristán. La Trinidad (1624)
- Pablo Legot. San Jerónimo (1640)
- Mattia Preti. Ángel de la Guarda (1660)
- Juan de Valdés Leal. San Lázaro con Santa Marta y María Magdalena (1660)
- Francisco de Goya. Las santas Justa y Rufina (1817)
- Francisco de Zurbarán. Cristo Crucificado (alrededor de 1650)
- Juan de Roelas. La Gloria (1615)
- Jacob Jordaens. La Adoración de los Reyes (1669)
- Jacob Jordaens. La Circuncisión (1669)
- Francisco de Zurbarán. San Juan Bautista (1640)